# Ilias Fifa
Ilias Fifa (* 16. Mai 1989 in Tanger) ist ein aus Marokko stammender Leichtathlet, der Mittelstrecke und Langstrecke läuft.
Nachdem er neun Jahre zuvor unter einem LKW versteckt nach Spanien kam startet er seit seiner Einbürgerung am 22. Juli 2015 für Spanien.

## Sportliche Karriere
2015 qualifizierte sich Ilias Fifa für die Weltmeisterschaften in Peking, bei denen er über 5000 Meter in der Vorrunde ausschied. 2016 wurde Fifa über 5000 Meter spanischer Meister und in Abwesenheit von Mo Farah Europameister, wobei er Richard Ringer in einem Foto-Finish auf Rang drei verwies. Bei den Olympischen Spielen in Rio de Janeiro schied er erneut in der Vorrunde aus. Auch 2017 nahm er an den Weltmeisterschaften in London teil und qualifizierte sich auch diesmal nicht für das Finale.

## Doping
Ende Oktober 2017 wurde Fifa im Rahmen einer Doping-Razzia in der Nähe von Barcelona festgenommen. Neben ihm gab es laut katalanischem Gerichtshof noch weitere Festnahmen „wegen Verbrechen gegen die öffentliche Gesundheit und Verwendung von Medikamenten mit großer Gefährdung der Gesundheit“, die auf polizeilichen Ermittlungen seit  Juni 2017 beruhen. Fifa wurde im Mai 2018 von der spanischen Antidopingagentur Agencia Española de Protección de la Salud en el Deporte (AEPSAD) für vier Jahre gesperrt.

## Vereinszugehörigkeiten
Von 2008 bis 2011 startete Fifa für den Agrupació Atlètica Catalunya (AA Catalunya), seit 2012 für den FC Barcelona.

## Bestleistungen
(Stand: 25. Oktober 2017)
| 3000 m       | 3:46,85 min  | 22. Juli 2017     |
| 3000 m       | 7:40,55 min  | 16. Juli 2017     |
| 5000 m       | 13:05,61 min | 4. Juni 2015      |
| 10 km Straße | 28:11 min    | 31. Dezember 2016 |